# Tổng cục Du lịch Quốc gia Lào
Tổng cục Du lịch Quốc gia Lào (LNTA) là cơ quan chính phủ chịu trách nhiệm quản lý, thúc đẩy và phát triển ngành du lịch của Cộng hòa Dân chủ Nhân dân Lào. LNTA được xem là cơ quan ngang bộ, chỉ báo cáo trực tiếp với văn phòng thủ tướng.
Tính đến năm 2008, chủ tịch của LNTA là Somphong Mongkhonvilay. Trụ sở chính của LNTA ở Viêng Chăn.